# Martins Júnior (poeta)
José Isidoro Martins Júnior (Recife, 24 de novembro de 1860 — Rio de Janeiro, 22 de agosto de 1904) foi um jornalista, advogado, jurista, político, professor e poeta brasileiro.
Bacharel pela Faculdade de Direito do Recife, lá participou ativamente da chamada Escola do Recife, juntamente com Tobias Barreto, Sílvio Romero, Clóvis Beviláqua e outros. Deputado federal por Pernambuco nas legislaturas de 1894-1897 e 1897-1900. Professor de História do Direito na faculdade de sua terra e, transferido para a capital federal, passara a ser professor da Faculdade Livre de Direito do Rio de Janeiro. Foi fundador da Academia Pernambucana de Letras, em 1901, ocupando a cadeira 13, tendo sido, também patrono da cadeira 25 desta Academia, quando de sua primeira ampliação.
O seu nome consta da lista de colaboradores da Revista de Estudos Livres (1883-1886) dirigida por Teófilo Braga.

## Academia Brasileira de Letras
Terceiro ocupante da cadeira 13, foi eleito em 15 de maio de 1902, na sucessão de Francisco de Castro, e tomou posse por carta. Estava designado para recebê-lo o acadêmico Silvio Romero.

## Obras
- Vigília Literária, poesia, em colaboração com Clóvis Beviláqua (1879)
- O Crime da Vitória, poesia (1880)
- Vizões de hoje (1881)
- A Poesia Científica, ensaio (1883)
- História do Direito Nacional (1895)
- Compêndio de História Geral do Direito (1898)